# Nele Lamawangi
Nele Lamawangi is een bestuurslaag in het regentschap Flores Timur van de provincie Oost-Nusa Tenggara, Indonesië. Nele Lamawangi telt 682 inwoners (volkstelling 2010).